# تل براک
تل براک شهری باستانی در سوریه بود. بقایای آن تلی را در ناحیهٔ خابور شمالی در نزدیکی روستای تل براک در استان حسکه تشکیل می‌دهد. نام اصلی شهر نامشخص است. در نیمهٔ دوم هزارهٔ سوم پیش از میلاد، این شهر با نام نقر و پس از آن با نام نور شناخته می‌شد.
تل براک در هزارهٔ هفتم پیش از میلاد، به صورت سکونتگاهی کوچک بنیان‌گذاری شد و در هزارهٔ چهارم به یکی از بزرگترین شهرهای جزیره تبدیل شد. در آغاز هزارهٔ سوم پیش از میلاد با پایان دورهٔ اوروک از وسعت شهر کاسته شد؛ ولی دوباره در حدود ۲۶۰۰ پ. م؛ که با نام نقر شناخته می‌شد، گسترش یافت و پایتخت یک پادشاهی منطقه‌ای بود که بر درهٔ رود خابور حکومت می‌کرد. نقر در حدود ۲۳۰۰ پ.م. نابود شد و تحت حکومت اکدیان درآمد. سپس مدتی به عنوان دولت‌شهر هوری استقلال داشت. نقر در سدهٔ ۱۹ پ.م. دوباره رونق یافت و تحت حکومت دولت‌های منطقه‌ای گوناگون قرار گرفت. در حدود ۱۵۰۰ پ.م. مرکز میتانی بود و در حدود ۱۳۰۰ پ.م. توسط آشوریان نابود شد. پس از آن، دیگر هرگز اهمیت سابق خود را بازنیافت و به عنوان یک سکونتگاه کوچک باقی ماند تا این که در میانهٔ دورهٔ عباسی از سوابق ناپدید شد.
مردم گوناگونی از جمله حلفیان، سامیان و هوریان در شهر سکونت داشتند. تل براک از نخستین دوره‌های خود یک مرکز مذهبی بود. معبد مشهور آن در هلال حاصل‌خیز منحصربه‌فرد بود و خدای اصلی آن، بلت-نقر، در تمامی منطقهٔ خابور مورد احترام بود که شهر را به مکانی زیارتی تبدیل می‌کرد. فرهنگ تل براک توسط تمدن‌های گوناگونی که در آن ساکن بودند، تعریف می‌شد. این شهر، مرکز تجارت میان آناتولی، شام و جنوب میان‌رودان بود. تل براک نخست توسط ماکس مالوان در ۱۹۳۷ حفاری شد و پس از آن به صورت منظم از ۱۹۷۹ تا ۲۰۱۱ (که کار به دلیل جنگ داخلی سوریه متوقف شد) کاوش می‌شد.

## تاریخچه

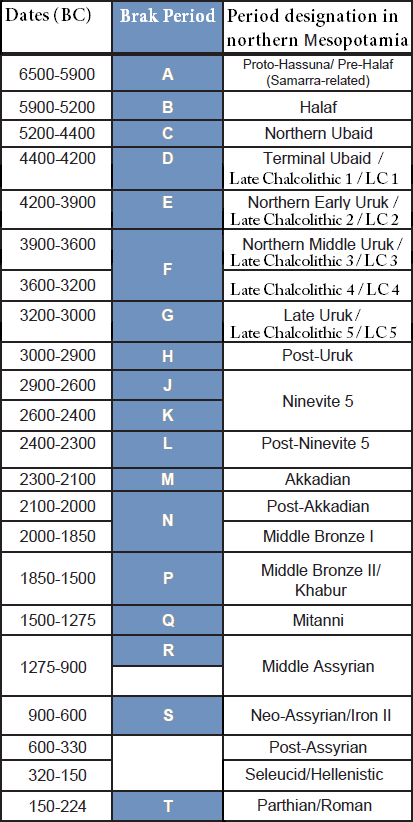
دوره‌های تل براک

تل براک نام کنونی تل است. در شرق تپه، یک دریاچهٔ خشک با نام خاتونیه قرار دارد. براک ممکن است تغییریافتهٔ نام باستانی شهر که اکنون نامشخص است، باشد.

### سکونت اولیه
در نخستین دوره سکونتگاه کوچکی ایجاد شد که به فرهنگ نیاحلفی حدود ۶۵۰۰ پ.م. بازمی‌گشت. تاریخ اشیای بسیاری از جمله کوزه‌های حلفی به آن دوره بازمی‌گردد. در ۵۰۰۰ پ.م. فرهنگ عبید شمالی حاکم شد و بسیاری از اشیای عبیدی در تل براک یافت شد. با حفاری و کاوش سطحی تل براک و پیرامون آن، سکوی آجری بزرگی متعلق به پایان دورهٔ عبید از خاک خارج شد و نشان داد که تل براک مدت کمی پیش از شهرهای شناخته‌شده‌تر جنوب میان‌رودان از جمله اوروک به عنوان مرکزی شهری توسعه یافته بود.

### نخستین شهر

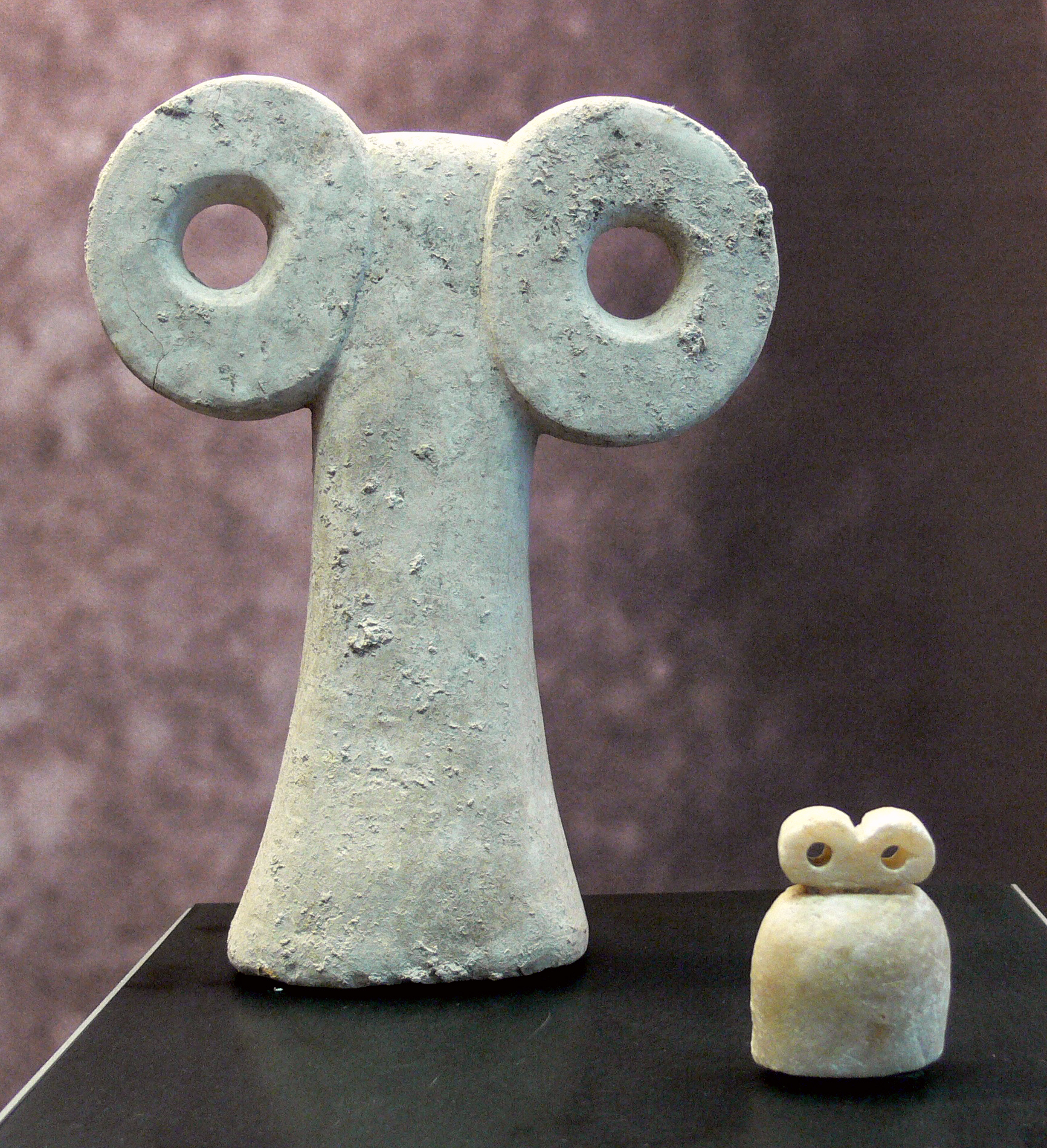
مجسمه‌های چشم از معبد چشم

فرهنگ اولیهٔ عبید در جنوب میان‌رودان در دورهٔ اوروک تکامل یافت. مردم جنوبی دورهٔ اوروک از ابزارهای نظامی و اقتصادی برای توسعهٔ تمدن خود بهره می‌بردند. در شمال میان‌رودان، دورهٔ پسا عبید در اواخر عصر مس‌سنگی (هزارهٔ چهارم پیش از میلاد) تعیین شده که در آن، گسترش تل براک (که نام اصلی آن مشخص نیست) آغاز شد.
در دورهٔ براک E دیوارهای شهر ساخته شدند و توسعهٔ تل براک منجر به شکل‌گیری یک شهر کوچک شد. در اواخر هزارهٔ پنجم پ.م. مساحت تل براک به حدود ۵۵ هکتار رسید. در بخشی از تل، بقایای ساختمانی عظیم با دیوارهای به ضخامت دو متر و آستانهٔ بازالتی آشکار شد. در جلوی ساختمان، خیابانی با سنگ‌فرش سفالی به سوی ورودی شمالی شهر کشف شد.
گسترش شهر در دورهٔ F ادامه یافت و به مساحت ۱۳۰ هکتار رسید. چهار گور دسته‌جمعی در پیرامون تل کشف شد که قدمت آن‌ها به ۳۸۰۰ تا ۳۶۰۰ پ.م. بازمی‌گشت. این گورها می‌توانند نشان دهند که فرایند شهری‌شدن همراه با تنش اجتماعی داخلی و افزایشی در سازمان‌دهی جنگ بوده‌است. معبد چشم در نیمهٔ نخست دورهٔ F بنا شد. این نام به دلیل کشف هزاران مجسمهٔ کوچک بت چشم گچی در آن انتخاب شد.
در نیمهٔ دوم دورهٔ F تعامل با جنوب میان‌رودان افزایش یافت و یک مستعمرهٔ اوروکی در شهر بنا شد. با پایان فرهنگ اوروک در حدود ۳۰۰۰ پ.م. مستعمرهٔ اوروکی تل براک متروک و توسط ساکنان آن با خاک یکسان شد. سپس در دوره‌های H و J، از تل براک کاسته شد و به تپه محدود شد. شواهدی دربارهٔ تعامل با جنوب در دورهٔ H وجود دارد که وجود موادی مشابه آنچه در دورهٔ جمدت نصر در جنوب ساخته می‌شد را نشان می‌دهد. شهر در دورهٔ نینوت ۵ به صورت سکونتگاهی کوچک با معبدی کوچک باقی ماند.

### پادشاهی نقر
در حدود ۲۶۰۰ پ.م. ساختمان حکومتی بزرگی ساخته شد و دوباره شهر به خارج از تل گسترش یافت. گفته می‌شود که تمدن کیش، شهر را احیا کردند و نقر نامیده شد. این نام احتمالاً ریشهٔ سامی دارد و به معنای محل کشت است. یکی از ساختمان‌های مهم هم‌عصر پادشاهی، یک ساختمان اداری یا معبد بیضی‌شکل است. دیوارهٔ خارجی این ساختمان، منحنی است و یادآور معبد بیضی خفاجه در مرکز میان‌رودان است. به جز دیوار، مقایسهٔ دو بنا از لحاظ معماری مشکل است؛ زیرا دو بنا پلان متفاوتی دارند.
کهن‌ترین منابعی که از نقر یاد می‌کنند، مربوط به ماری و لوح‌های کشف شده در نبده هستند. البته مهم‌ترین منبع دربارهٔ نقر، بایگانی ابلا است. بسیاری از متن‌ها حاکم نقر را تنها با استفاده از عنوان او «ان» و بدون ذکر نام ثبت کرده‌اند. البته متن ماری نام شاه آمار-آن را ثبت کرده‌است که ممکن است همان مارا-ایل شاه نقر باشد که در متون ابلا یاد شده‌است. به این ترتیب، مارا-ایل تنها شاه شناخته‌شده به نام، پیش از دورهٔ اکدی نقر است. او اندکی بیش از یک نسل پیش از تخریب پادشاهی حکومت کرد و به احتمال زیاد، «ان» ثبت شده در سایر متون از جمله متن نبده است.
نقر در بیشترین وسعت خود، بیشتر نیمهٔ جنوب غربی حوضهٔ خابور را تصرف کرده‌بود و از لحاظ سیاسی و دیپلماتیک هم‌ارز دولت‌های ابلا و ماری بود. پادشاهی شامل چندین شهر تابع از جمله هزنه و مهم‌تر از همه، نبده بود. نبده دولت‌شهری بود که ضمیمهٔ نقر شده‌بود و مرکز یک استان بود. نقر روابط دیپلماتیک گسترده‌ای با ابلا داشت که هم درگیری و هم اتحاد را شامل می‌شد. متنی از ابلا از پیروزی پادشاه ابلا بر نقر یاد می‌کند. البته چند سال بعد، پیمانی میان دو دولت بسته شد و با وصلت میان تگریش-دامو شاهزاده خانم ابلا و اولتوم-هوهو شاهزادهٔ نقر (فرزند حاکم نقر) روابط گسترش یافت.
در سال هفتم وزارت ایبریوم در ابلا، نقر از ماری شکست خورد که باعث مسدود شدن مسیرهای تجاری میان ابلا و جنوب میان‌رودان از طریق میان‌رودان علیا شد. پس از مدتی، ایسار-دامو شاه ابلا اتحادی با نقر و کیش علیه ماری برقرار کرد و در نبردی در نزدیکی ترقه، ماری را شکست داد. پس از آن، اتحاد به شورشیان شهر آرمی که تابع ابلا بود، حمله کردند. حدوداً سه سال پس از نبرد ترقه، ابلا نابود شد و مدت کوتاهی پس از آن، نقر نیز در حدود ۲۳۰۰ پ.م. از میان رفت. بخش‌های بزرگی از شهر سوزانده شدند که به ماری یا سارگن نسبت داده شد.

### دورهٔ اکدی

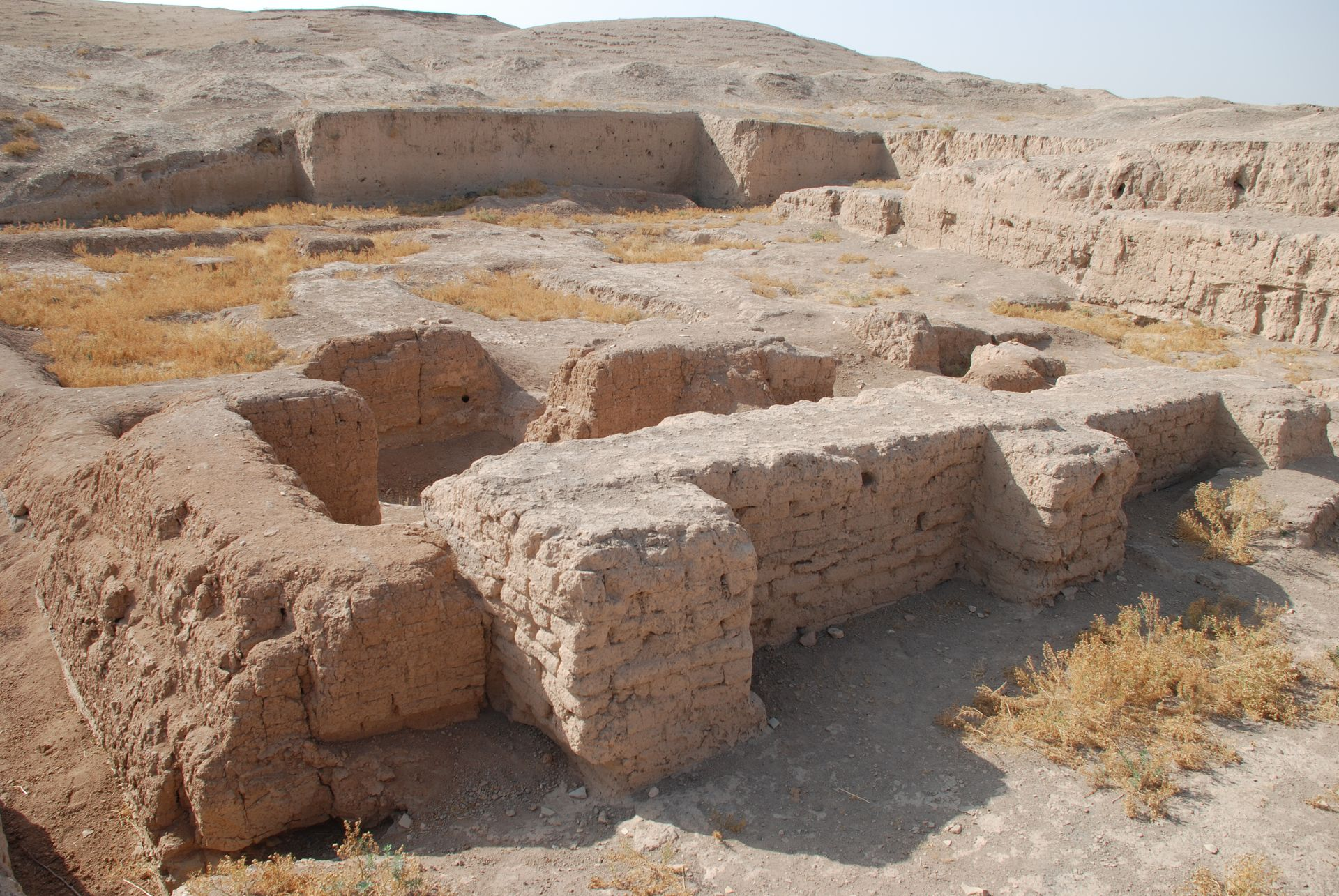
کاخ نارام-سین

نقر، پس از نابودی، توسط اکدیان بازسازی شد تا مرکزی برای مدیریت استانی شکل دهند. شهر شامل تل و یک شهر کوچکتر در لبهٔ جنوبی تپه بود. در دوره‌های ابتدایی اکد، دو ساختمان عمومی در شهر ساخته شد. یک ساختمان، شامل معبد بود و با توجه به این که نزدیک دروازهٔ شمالی شهر بود، احتمالاً به عنوان کاروانسرا به کار می‌رفت. نخستین حاکمان اکد مشغول درگیری‌های داخلی بودند و در زمانی پیش از حکومت نارام-سین، تل براک به صورت موقت توسط اکدیان متروک شد. ممکن است دلیل آن، پدیده‌ای زیست‌محیطی باشد که منجر به بیابان‌زایی منطقه شده‌است.
نابودی پادشاهی نقر خلأ قدرتی در خابور علیا ایجاد کرد. هوریان که پیشتر در اورکش تمرکز کرده‌بودند، از فرصت بهره بردند و کنترل ناحیه را همزمان با سال‌های آخر حکومت سارگن به دست گرفتند. هوریان تل براک را با نام نَوَر می‌شناختند و پادشاهان اورکش، عنوان شاه اورکش و نور را برای خود برگزیدند. این عنوان نخستین بار در مهر آتال-شن گواهی شد.
بهره‌گیری از این عنوان در دورهٔ حکومت توپکیش و تیش-آتال، جانشینان آتال-شن که تنها بر اورکش حکومت می‌کردند نیز تداوم یافت. اکدیان در دورهٔ نارام-سین سلطهٔ خود بر نقر را تثبیت کردند. مهم‌ترین ساختمان اکدی شهر، کاخ نارام-سین خوانده می‌شد که بخش‌هایی از آن بر معبد چشم بنا شده‌بود. البته این کاخ بیشتر شبیه یک بارو بود؛ زیرا مکانی مسکونی نبود، بلکه انباری مستحکم برای ذخیره کردن مالیاتِ جمع‌آوری‌شده بود. کاخ در دورهٔ حکومت نارام-سین، احتمالاً با حملهٔ لولوبیان به آتش کشیده‌شد. شهر نیز در پایان دورهٔ اکدی در حدود ۲۱۳۹ پ.م. احتمالاً توسط گوتیان سوزانده‌شد.

### پادشاهی پس از اکد
پس از دورهٔ اکدی، دورهٔ N بود که طی آن، نقر مرکز یک دودمان مستقل هوری بود و شاهد آن، کشف مهری بود که نام تالپوس-آتیلی شاه نقر ثبت شده‌بود. این شاه، همزمان با حکومت شار-کالی-شاری پسر نارام-سین یا اندکی پس از آن، حکومت می‌کرد. این نظر که تل براک زیر سلطهٔ سلسلهٔ سوم اور بود، رد شده‌است و شواهدی برای بازسازی کاخ نارام-سین توسط هوریان وجود دارد که توسط ماکس مالوان اشتباهاً به اورنامو از اور نسبت داده‌شد. در دورهٔ N بزرگی شهر کاهش یافت، ساختمان‌های عمومی متروک شدند و شهر کوچکتر تخلیه شد.

### حکومت خارجی و دوره‌های پسین

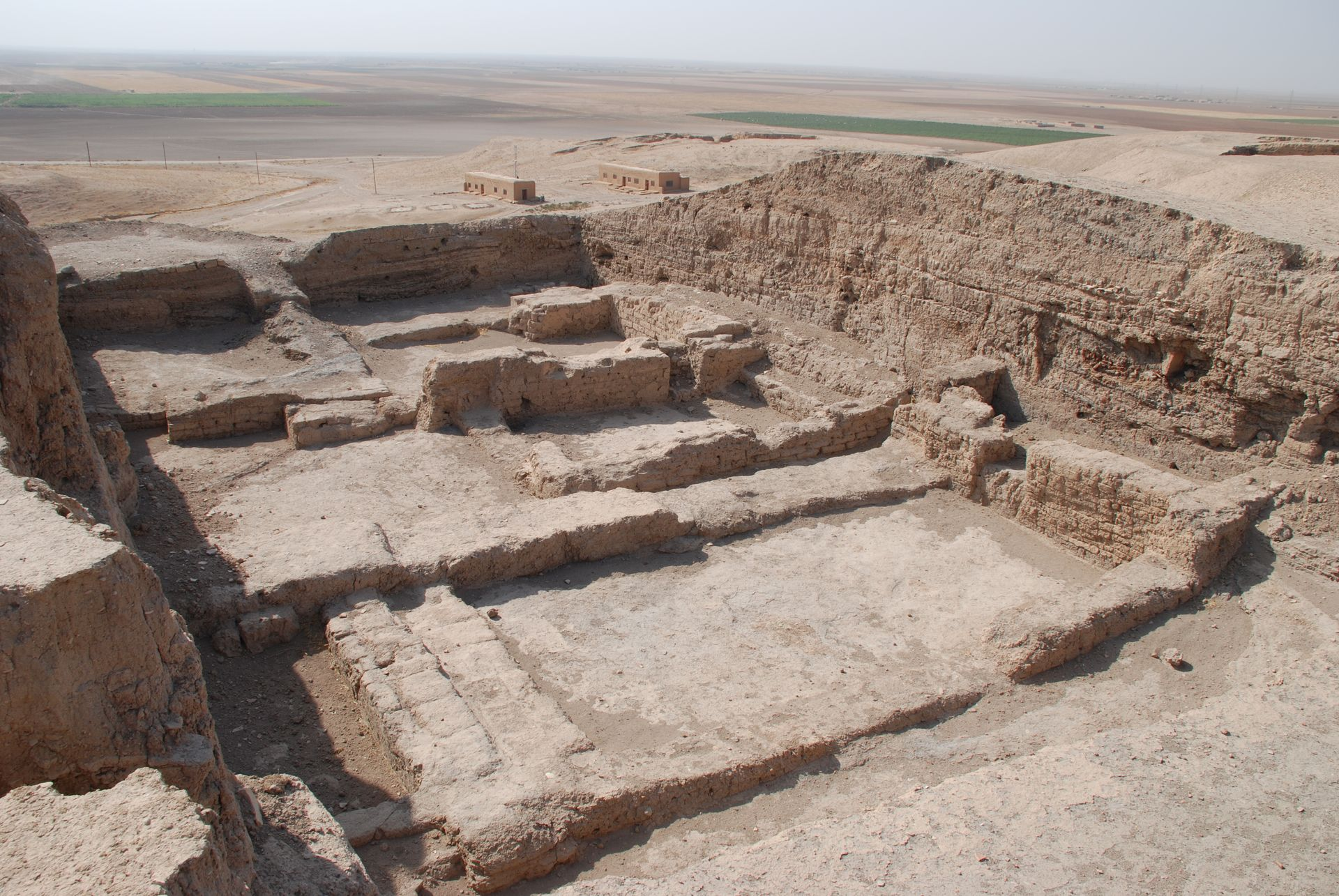
کاخ میتانی

در دورهٔ P بخشی از نقر که نزدیک خط‌الرأس شمالی تل بود، تراکم جمعیت بالایی داشت. شهر تحت حکومت ماری قرار گرفت و مکان پیروزی تعیین‌کنندهٔ یاندوم-لیم بر شمشی -اداد یکم آشور بود. در سدهٔ ۱۸ پ.م. نقر اهمیت خود را از دست داد و تحت حکومت کاهات درآمد. پس از دورهٔ بابلی قدیم، نام نقر ناپدید شد، هرچند که شهر با نام نور زیر سلطهٔ میتانی به حیات خود ادامه می‌داد.
در دورهٔ Q، تل براک شهر تجاری مهمی در دولت میتانی بود. در حدود ۱۵۰۰ پ.م. کاخی دوطبقه و معبدی اتاق‌دار در بخش شمالی تل ساخته‌شدند. البته بقیهٔ تل مسکونی نبود و شهر کوچکتری در شمال گسترش یافته‌بود که اکنون به دلیل کشاورزی نوین کاملاً از میان رفته‌است. دو سند رسمی میتانی از این شهر که میان سال‌های ۱۳۰۰ و ۱۲۷۵ پ.م. در دو موج نابود شد، بازیابی شدند. این نامه‌ها مربوط به شاهان آشوری اددنراری یکم و جانشینش شلمانصر یکم بودند.
شواهد اندکی از سکونت در تل پس از نابودی شهر میتانی، وجود دارد. البته در دوره‌های آشوری روستاهای کوچکی در نزدیکی تل وجود داشتند. بقایای سکونتگاه هلنی در تل اقماری نزدیکی در شمال غربی تل اصلی کشف شد. در حفاری‌ها هیچ سرامیکی از دوره‌های اشکانی-رومی یا ساسانی-بیزانسی کشف نشده‌است، ولی سفال‌هایی در این دوره‌ها قابل ذکر هستند. در میانهٔ هزارهٔ نخست میلادی، ساختمان مستحکمی در شمال شرقی تل ساخته شد که برپایهٔ معماری آن، به عصر ژوستینیان (سدهٔ ششم) نسبت داده‌شد. آخرین دورهٔ سکونت محوطه، اوایل دوران خلافت عباسی بود که ترعه‌ای برای تأمین آب شهر از رود جغجغ ساخته‌شد.

## اجتماع

### مردم و زبان
حلفیان مردم بومی شمال سوریه در دورهٔ نوسنگی بودند. در اوایل و میانهٔ دورهٔ اوروک شمالی، تماس با جنوب میان‌رودان افزایش یافت و در اواخر دورهٔ اوروک، مردم جنوبی به تل براک رفتند و یک جامعه تشکیل دادند که منجر به ایجاد اجتماعی آمیخته از فرهنگ‌های گوناگون شد. جامعهٔ اوروکی در پایان هزارهٔ چهارم تل براک را ترک کردند و جمعیت آن بسیار کاهش یافت. جمعیت پیش از اکدیان، سامی بودند و به گویش سامی شرقی از زبان ابلایی (که در ابلا و ماری به کار می‌رفت) سخن می‌گفتند. گویش نقری به گویش ماری نزدیک‌تر از گویش ابلایی است.
هیچ نام هوری در دورهٔ پیش از اکدیان ثبت نشده‌است. در دورهٔ اکدی، هر دو گونهٔ نام هوری و سامی ثبت شده‌اند؛ زیرا به نظر می‌رسد که هوریان از فرصت خلأ قدرت ناشی از نابودی پادشاهی پیش از اکدیان برای مهاجرت و توسعه در منطقه بهره گرفته‌اند. تل براک دوران پسااکدی، عنصر هوری قدرتمند و حاکمان دارای نام هوری داشت، هرچند قبایل عموری نیز در منطقه زندگی می‌کردند. شماری از قبایل عموری بنو یمینه در دورهٔ حکومت زیمری-لیم ماری در پیرامون تل براک ساکن شدند و هر گروه از زبان خود (زبان‌های هوری و عموری) استفاده می‌کرد. تل براک مرکز امپراتوری هوری-میتانی بود که زبان رسمی آن هوری بود. البته زبان بین‌المللی منطقه، اکدی بود که شاهد آن، لوح‌های دوره‌های میتانی و پسااکدی کشف شده در تل براک هستند که به زبان اکدی نوشته شده‌اند.

### مذهب
یافته‌های معبد چشم نشان می‌دهد که تل براک یکی از نخستین زادگاه‌های مذهب سازمان‌یافته در شمال میان‌رودان است. مشخص نیست که معبد چشم به چه خدایی اختصاص یافته‌بود و به نظر می‌رسد که مجسمه‌های چشم بذل نذری به خدای ناشناخته بوده‌است. میشل مسلین چنین فرض کرد که معبد، مرکز اینانای سومری یا ایشتار سامی بود و مجسمه‌های چشم، نمایندهٔ الههٔ همه‌چیزبین بودند.
در عصر پادشاهی پیش از اکد، هزنه مرکز زیارتی برای نقر بود. معبد چشم به عنوان زیارتگاهی کوچک باقی ماند و الهه بلت-نقر خدای اعلای پادشاهی شد. معبد بلت-نقر شناسایی نشده‌است، ولی ممکن است زیر کاخ میتانی باشد. کورا (خدای ابلایی) نیز در نقر تکریم می‌شد. و شواهدی مبنی بر بازدید حاکمان از معبد داجون (خدای سامی) در توتول وجود دارد. در دوران اکدی، معبد به شاکان (خدای سومری) حامی حیوانات اختصاص داشت. تل براک مرکز مذهبی هوری مهمی بود و معبد بلت-نقر اهمیت فرقه‌ای خود را در تمامی منطقه تا اوایل هزارهٔ دوم پیش از میلاد حفظ کرد.

### فرهنگ
شمال میان‌رودان در دورهٔ نوسنگی متأخر (۴۰۰۰ تا ۳۵۰۰ پ.م.) مستقل از جنوب تکامل یافت. شاخصهٔ این دوره، تأکید بر محیط‌های مقدس بود که در تل براک، مهم‌ترین آن‌ها معبد چشم بود. این ساختمان دارای پوشش چوبی بود و اتاق اصلی آن با قطعات چوب پوشانده شده‌بود. هم‌چنین نخستین نمای نیم‌ستون شناخته شده را داشت.
در اواخر اوروک شمالی و به‌ویژه پس از ۳۲۰۰ پ.م.، شمال میان‌رودان کاملاً زیر سلطهٔ فرهنگ اوروک جنوبی بود که معماری و ادارهٔ تل براک را تحت تأثیر قرار داد. حضور اوروک صلح‌آمیز بود و نام آن نخستین بار در زمینهٔ یک جشن یاد شده‌بود. در آن دوره، معاملات تجاری به طور سنتی در جشن‌ها امضا می‌شدند. حفاری‌ها نشان دادند که برگزاری جشن، یک عادت محلی مهم بوده‌است.

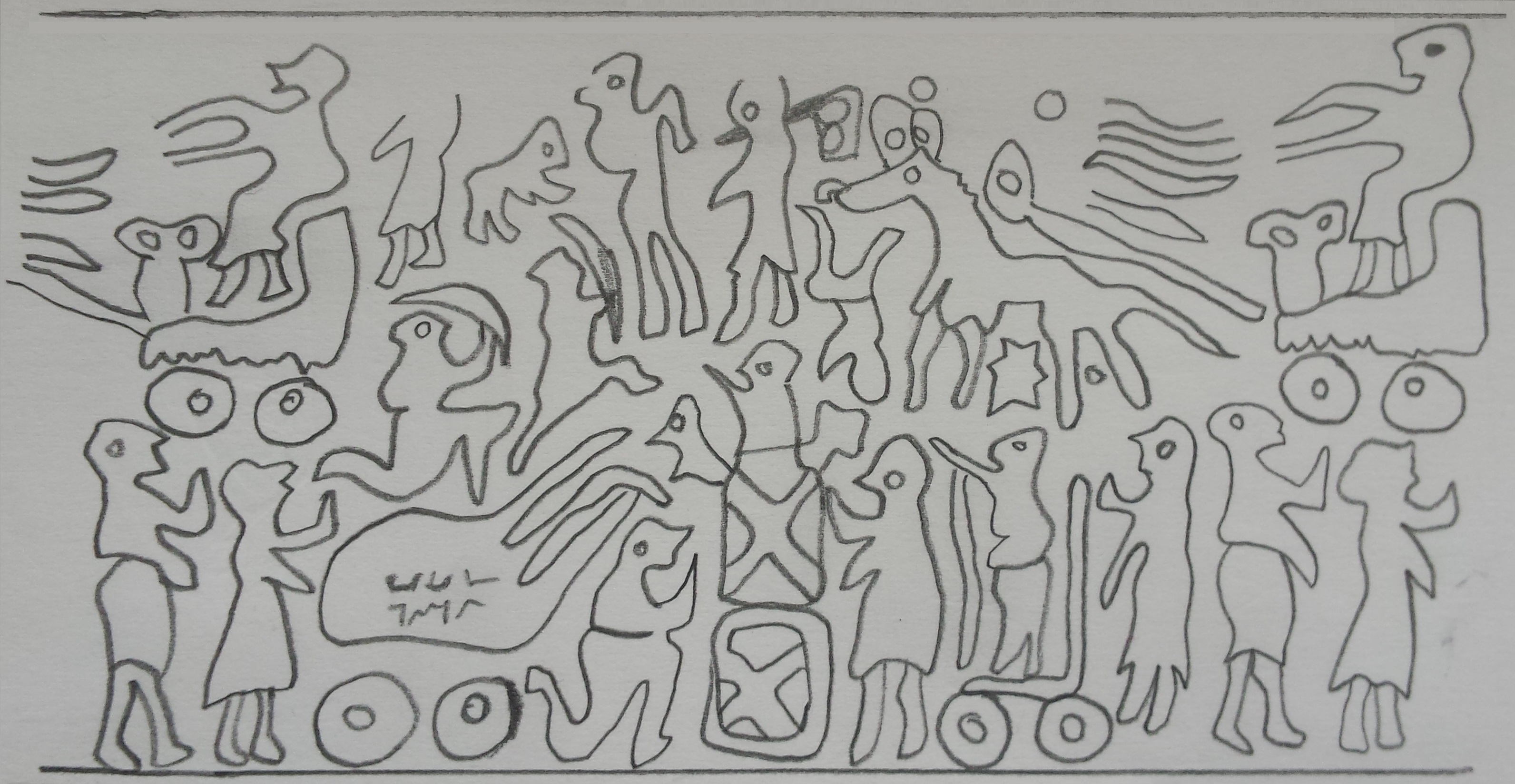
مهری از نبده، پادشاهی پیش اکدی در نقر، به «سبک براک»

پادشاهی پیش از اکد به خاطر آکروبات‌هایش که در ابلا مورد تقاضا بودند و هنرمندان ابلایی را آموزش می‌دادند، مشهور بود. پادشاهی سبک حجاری محلی خود را داشت که «سبک براک» خوانده شد. این سبک، متفاوت با گونه‌های مهرزنی جنوبی بود و اشکال دایره‌ای نرم و لبه‌های تیز را به کار می‌گرفت. مدیریت اکدی تأثیر اندکی بر سنت‌های مدیریتی و سبک مهرزنی محلی داشت. هوریان از سبک اکدی در مهرهای خود بهره بردند. هم‌چنین مهرهای ایلامی کشف شد که نشان دهندهٔ تعامل با غرب فلات ایران بود. تل براک دانش زیادی در زمینهٔ فرهنگ میتانی فراهم کرد. در این فرهنگ، روش‌های پیچیده‌ای برای تولید شیشه مورد استفاده قرار می‌گرفت که نتیجهٔ آن، شیشه‌های چندرنگ و شکل‌های تزئینی بود.

## حکومت
نخستین شهر، ویژگی‌های مراکز شهری بزرگ مانند ساختمان‌های عظیم را داشت و به نظر می‌رسد که توسط انجمنی خویشاوند محور به سرپرستی ریش‌سفیدان اداره می‌شد. پادشاهی پیش اکدی نامتمرکز بود و ادارهٔ مرکز استانی نبده، در کنار نمایندهٔ شاه، به دست شورای ریش‌سفیدان بود. حاکمان نقری باید برای اثبات سلطهٔ سیاسی خود به طور منظم در کشور سفر می‌کردند. در اوایل دورهٔ اکدی، نقر به دست مسئولان محلی اداره می‌شد. البته پس از رویداد زیست‌محیطی فرضی پیش از ساخت کاخ نارام-سین، سلطهٔ مرکزی شدیدتر شد و شمار مسئولان اکدی افزایش یافت. نقر پس از دورهٔ اکدی یک پادشاهی دولت‌شهری بود که در اوایل هزارهٔ دوم پ.م. به تدریج اهمیت سیاسی خود را از دست داد.

## اقتصاد
تل براک در طول تاریخ خود مرکز تجاری مهمی بود. این شهر، در دورهٔ مس‌سنگی انبار تجارت ابسیدین بود؛ زیرا بر روی رود گذرنده میان آناتولی، شام و جنوب میان‌رودان قرار داشت. در حومهٔ آن، شهرها و روستاهایی قرار داشتند، ولی پیرامون شهر تا سه کیلومتر خالی بود. شاید دلیل آن کشت فشرده در نزدیکی شهر برای حفظ جمعیت آن بوده‌است. در شهر اشیای مختلفی از جمله جام‌های ابسیدین و مرمر سفید، سفال، ابزار چخماقی و تزئینات پوستی ساخته می‌شد.
تجارت نیز یکی از فعالیت‌های مهم اقتصادی در پادشاهی پیش از اکد بود و شریک‌های عمدهٔ آن، کیش و ابلا بودند. شیشه و پشم در پادشاهی تولید می‌شدند و نقر شهرتی در زمینهٔ تولید مثل و تجارت کونگا (از پیوند خر و گورخر آسیایی) داشت. تل براک در دورهٔ اکدی به عنوان مرکز مهم تجاری باقی ماند و یکی از شهرهای تجاری اصلی میتانی بود. شواهدی از قراردادهای تجاری میتانی برای کالاهای مصری، هیتی و میسنی وجود دارد.

## محوطه

### حفاری‌ها
ماکس مالوان (شوهر آگاتا کریستی) در سال‌های ۱۹۳۷ و ۱۹۳۸ میلادی تل براک را حفاری کرد. معبد چشم نخستین بنایی بود که از خاک خارج شد و چند شیء دست‌ساز به دست آمده در نخستین حفاری، از جمله سر تل براک، در مجموعهٔ موزهٔ بریتانیا محفوظ هستند.
تیمی از مؤسسهٔ باستان‌شناسی دانشگاه لندن به رهبری دیوید و جوان اوتس در سال‌های ۱۹۷۶ تا ۱۹۹۳ در ۱۴ فصل در تل فعالیت کردند. پس از ۱۹۹۳ حفاری توسط شماری از مدیران با هدایت اصلی دیوید اوتس (تا ۲۰۰۴) و جوان اوتس انجام شد. بسیاری از یافته‌های حفاری تل براک در موزهٔ دیر الزور به نمایش درآمده‌اند. آخرین فصل حفاری در بهار ۲۰۱۱ انجام شد، ولی به دلیل جنگ داخلی سوریه، فعالیت متوقف شد.

### جنگ داخلی سوریه
به گفتهٔ مسئولان سوریه، اردوگاه باستان‌شناسان و ابزارهای موجود در آن غارت شد. محوطه بارها میان گروه‌های گوناگون به‌ویژه یگان‌های مدافع خلق کرد و داعش دست‌به‌دست شد. در بهار ۲۰۱۵، تل براک پس از درگیری سبک با داعش، توسط نیروهای کرد تصرف شد.